# Ipomoea barlerioides
Ipomoea barlerioides är en vindeväxtart som först beskrevs av Jacques Denys Denis Choisy, och fick sitt nu gällande namn av Charles Baron Clarke. Ipomoea barlerioides ingår i släktet praktvindor, och familjen vindeväxter. Inga underarter finns listade i Catalogue of Life.